# قصر ابجير الجنوبية (قصر بجير)
قصر ابجير الجنوبية هي إحدى مشيخات المملكة المغربية، تتبع جغرافيا لإقليم العرائش وإداريًا لقصر بجير. يقدر عدد سكانها بـ 7733 نسمة حسب الإحصاء الرسمي للسكان والسكنى لسنة 2004.